# Demianka
Demianka (788 m) – kilkuwierzchołkowy szczyt w regionie Hromoviec na Słowacji. Wznosi się pomiędzy miejscowościami Pusté Pole i Oľšov. Ze stoków północnych spływa Pustopolský potok, z południowych Krivianský potok.
Demiankę porasta las. Grzbietem przez wszystkie wierzchołki prowadzi szlak turystyczny

## Szlak turystyczny
Lipany – Bálažka – sedlo Bálažka – Putnov – Demianka – Kňazová – Vislanka – Ďurková